# 帕谢科沃农村居民点
帕谢科沃农村居民点（俄语：Пасековское сельское поселение）是俄罗斯联邦沃罗涅日州坎捷米罗夫卡区所属的一个农村居民点。其下辖有4个居民点，行政中心为帕谢科沃。据2016年统计，该农村居民点的人口为1203人。